# Amilcar CGS
La CGS era un'vettura sportiva prodotta dal 1923 al 1929 dalla Casa francese Amilcar.

## Storia

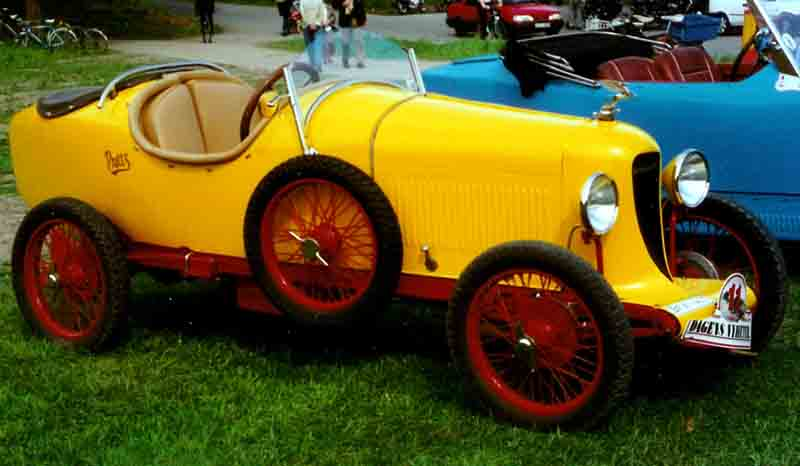
Amilcar CGS-3

La CGS fu in pratica un'evoluzione della più semplice CC. Inizialmente andò ad affiancare quest'ultima, per poi sostituirla del tutto.

Con la CC, con la CS e con la C4, la CGS condivideva lo stesso telaio, sebbene dall'uno all'altro modello vi fossero alcuni adattamenti.

La carrozzeria era quella tipica delle vetture sport degli anni venti, con parafanghi motociclistici e parabrezza diviso in due parti.

La meccanica affondava invece le sue radici nelle prime precedenti esperienze della Amilcar con la CC.

La vettura riscosse un buon successo e si fece valere in numerose gare, ma non riuscì mai ad avere ragione della sua principale rivale sportiva, ossia la Salmson.

Nel 1925 fu affiancata dalla CGS-3, una versione dotata di passo allungato e in grado di ospitare anche tre persone.

Nel 1926 fu introdotta l'ultima evoluzione della CGS, ossia la CGSS, che rimpiazza la CGS e che otterrà anch'essa un notevole successo, pur non riuscendo ancora a contrastare efficacemente le Salmson.

La parabola della CGS e delle sue derivate si concluderà nel 1929.

## Meccanica

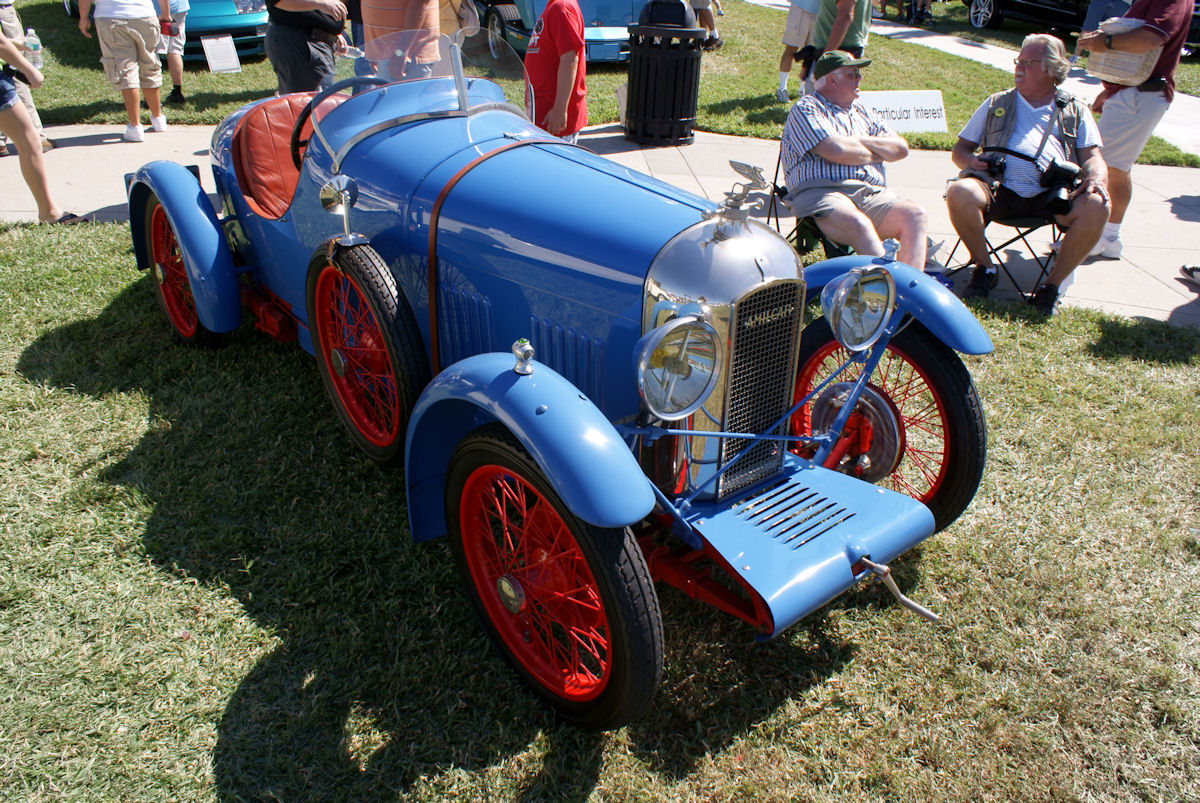
Amilcar CGSS

Il motore derivava da una rialesatura di quello già montato sulla C4. Era un 4 cilindri da 1074 cm³ con distribuzione ad asse a camme laterale e a valvole laterali. Rispetto alle vetture con essa imparentate, la CGS beneficiò di alcune migliorie in diversi punti del motore, specialmente alla testata e alla distribuzione stessa. L'alimentazione era a carburatore Solex. La potenza massima era di 33 CV a 3800 giri/min. La lubrificazione era però di tipo superato, ma fu sostituita nel 1925 con un sistema più moderno ed efficiente. 

La trasmissione si avvaleva di una frizione a dischi multipli a bagno d'olio, olio che proveniva direttamente dal motore tramite una pompa apposita. Non esisteva differenziale al retrotreno e il cambio era manuale a 3 rapporti.

Le sospensioni erano a balestre semi-ellittiche con ammortizzatori.

L'impianto frenante prevedeva tamburi su entrambi gli assi, ma di diametro differente tra avantreno e retrotreno.

La CGS raggiungeva una velocità massima di 115 km/h.

Mentre la CGS-3 era pressoché identica alla CGS, la CGSS presentava invece un telaio ribassato, ma le differenze non si limitavano a questo: la CGSS montava anche un impianto frenante a tamburi maggiorati e nelle ultime versioni montava anche un differenziale e un cambio a 4 marce.

Il passo era anche più corto e ciò la rendeva più leggera e in grado di spuntare prestazioni migliori, raggiungendo così i 120 km/h, grazie anche ad alcune migliorie alla distribuzione, ottenute riprofilando leggermente l'albero a camme: ciò si tradusse in un aumento della potenza massima da 33 a 37 CV.